# Dionis Tanasoglu
Dionis Tanasoglu (n. 7 iulie 1922, Chiriet-Lunga, Găgăuzia, Republica Moldova – d. 23 august 2006) a fost un poet, scriitor și turcolog sovietic și moldovean de etnie găgăuză. A scris în limba sa maternă, a colaborat cu muzicieni și cântăreți. A publicat mai multe cărți și articole despre Găgăuzia, istoria și literatura turcă, iar în 1985 a publicat Uzun Kervan („Caravana lungă”), primul roman în limba găgăuză.

## Biografie
S-a născut în satul Chiriet-Lunga din județul Tighina, Basarabia (România interbelică) într-o familie de țărani. După ce a absolvit școala rurală, a plecat în orașul Cetatea Albă unde a intrat la Colegiul pedagogic și a primit o educație muzicală și filologică. După absolvirea facultății în 1943, a fost înscris în rândurile armatei române la școala de ofițeri juniori.
După cel de-al doilea război mondial, a absolvit facultatea de istorie a Institutului Pedagogic din Chișinău, a studiat actoria la Institutul de Teatru din Leningrad și apoi și-a finalizat specializarea în turcologie la Universitatea de Stat din Baku.
În timp ce studia la Chișinău, a început să scrie poezie și proză, a început să colecționeze și să cerceteze folclorul găgăuz. Împreună cu Nicolai și Vasili Arabadji, a pus bazele creării unui alfabet găgăuz pe baza alfabetului chirilic. . In anul 1957 Sovietul Suprem al URSS la indicatia lui Nikita Hrușciov a adoptat legea despre existenta națiunii gagauze. Drept urmare, în 1957, Sovietul Suprem al RSS Moldovenești a adoptat o lege privind sistemul de scriere găgăuz. Ca consecință, au început să se deschidă școlile cu predare în limba găgăuză, difuzarea radio-ului în găgăuză, a început să fie publicat un supliment în limba găgăuză a ziarului Moldova Socialistă. Principala direcție a activităților sale din acea perioadă a fost organizarea și desfășurarea de cursuri pentru pregătirea profesorilor de limba găgăuză. În același timp, în calitate de redactor și editor, a lucrat la colecția de folclor-poezie Bucaktan seslär („Vocile Bugeacului”, 1959).
Este membru PCUS din anul 1965.
A scris piesele Bucaktan Yalin și Oglala hem Lianka, care au jucat un rol important în promovarea identității găgăuze. Mai mulți ani a predat la Institutul de Arte din Moldova, apoi a devenit prim-rector al Universității de Stat din Comrat.
Numele lui Dionis Tanasoglu poartă Teatrul din Ceadîr-Lunga și Liceul din satul Chiriet-Lunga.